# Pic de Russell
El Pic de Russell és un cim de 3.207 m a la frontera entre els municipis aragonesos de Montanui i Benasc. Porta el nom en honor del cèlebre pirineista Henry Russell que fou el primer que va assolir el cim el 1865.
És l'últim pic del massís més alt dels Pirineus, el de la Maladeta (a la vall de Benasc), el qual consta (de nord-oest a sud-est) de la Tuca d'Alba, les Maladetes Occidentals, Maladeta, Pic Maldito, Pic del mig, Corones, Aneto, Tempestats, Margalida i Russell.
L'accés més habitual és per la vall de Vallibierna i l'ibón de Llosás i a l'estiu no presenta més dificultats que els possibles lliscaments de roca i potser la seva durada (5 hores d'anada). Amb mal temps (pluja) és totalment desaconsellable de pujar-hi. El cim és ample i pla i ofereix un bon panorama del Pirineu català així com del Tuc de Molières, Barrancs i Vallibierna.